# HOSE (poker)
Pour les articles homonymes, voir Hose.
 (août 2025).
Si vous disposez d'ouvrages ou d'articles de référence ou si vous connaissez des sites web de qualité traitant du thème abordé ici, merci de compléter l'article en donnant les références utiles à sa vérifiabilité et en les liant à la section « Notes et références ».
Le H.O.S.E. est une variante du poker. Il s'agit d'un poker mixte, qui permet de jouer à plusieurs variantes en une partie. Il comprend les quatre variantes suivantes :
- Texas Hold'em,
- Omaha eight or better,
- Stud (Stud à sept cartes High),
- Stud Eight-or-Better (Stud à sept cartes High-Low).

Le H.O.S.E. se joue généralement en limit.